# Eating Out: All You Can Eat
Eating Out: All You Can Eat è un film comico-romantico prodotto dagli Stati Uniti nel 2009, diretto da Glenn Gaylord. La pellicola è il sequel di Eating Out 2: Sloppy Seconds, a sua volta sequel di Eating Out. Il film presenta un cast completamente nuovo, fatta eccezione per il personaggio di Tiffani, presente in tutti i film della serie.

## Trama
Marc e Kyle sono morti a causa di un incidente, dovuto alla loro disattenzione per via di un rapporto orale che ha scatenato un incidente col pullman di Céline Dion. Tiffani, che intanto si è lasciata con Troy per ritornare alle “origini”, canta una canzone per loro, scopandosi successivamente il prete, e attirando l'attenzione di Casey, il cugino di Kyle che ora vive con Helen. Il ragazzo, anche lui gay, decide di diventare un amico della ragazza, iniziando a lavorare nel suo negozio “Nail me”, dove sono in servizio anche due ragazze di origini cinese.
Tiffani porta Casey in un centro LGBT per il volontariato di un evento imminente. Casey si oppone, perché crede che l'agenzia sia guidata da uomini anziani che cercano solo sesso, ma scopre che non è affatto così quando conosce l'affascinante Zack, insieme alla sua amica Tandy. Casey si infatua del ragazzo, ma le sue speranza verranno presto deluse visto che Zack è fidanzato con l'ambiguo Lionel. Quest'ultimo riesce a stare con Zack soltanto per la sua continua voglia di sesso. I due si lasciano poco dopo e Zack incomincia a navigare su internet in una chatt per incontri. Casey e Tiffani creano un profilo falso con le foto dell'ex della ragazza, Ryan, facendo innamorare Zack.
La situazione precipita quando Ryan ritorna in città e viene avvicinato da Zack. Per vendicarsi di Tiffani, Ryan finge di stare al gioco, ma quando capisce di non poter continuare rivela al ragazzo che in realtà era Casey a chattare con lui. Zack si infuria con Casey. Ryan e Tiffani decidono di aiutare i due a riappacificarsi, organizzando un incontro, dove ci sarà anche uno spogliarello da parte di Ryan. I due sembrano quasi per fidanzarsi, ma un messaggio da parte di Lionel, nel quale manda un video in cui ha un rapporto sessuale con Casey, rovina la situazione. La sera successiva, all'evento di beneficenza, Zack rifiuta Lionel. Casey fa un discorso pubblico molto emozionante, chiarendo con Zack. I due si baciano, finalmente pronti a una vera storia d'amore.